# توم لوري (لاعب كرة قدم)
توم لوري (بالإنجليزية: Tom Lowery)‏ هو لاعب كرة قدم بريطاني في مركز الوسط، ولد في 1997 في هولمز تشابل في المملكة المتحدة. لعب مع نادي كرو ألكساندرا.

## وصلات خارجية
- توم لوري (لاعب كرة قدم) على موقع قاعدة بيانات كرة القدم.إي يو (الإنجليزية)
- توم لوري (لاعب كرة قدم) على موقع Soccerbase.com (لاعب) (الإنجليزية)